# Сабийя
Сабийя (араб. سبعية‎), «семеричники» — ветвь исмаилитского шиизма, сформировавшаяся в конце VIII — начале IX вв. в результате проблемы наследования имамов в исмаилизме. Признавали серию из семи имамов заканчивающуюся на Мухаммаде ибн Исмаиле ибн Джафаре, возвращение которого ожидалось в качестве аль-Махди. В отличие от термина иснаашарийя («двунадесятники»), термин сабийя («семеричники») не встречается в средневековых арабских текстах. По-видимому, он был придуман современными учёными по аналогии с первым термином.
Термин часто используется для обозначения исмаилизма, но это неверно, так как ни Бохра, ни Ходжа Исмаили не считают семь имамов. Этот термин может быть применён только к самой ранней стадии развития исмаилизма, в ходе которой пропаганда исмаилитов провозгласила линию из семи имамов, начиная с аль-Хасана и заканчивая Мухаммадом ибн Исмаилом. Единство исмаилитского движения было нарушено расколом 899 года, когда лидер «призыва» (да‘ва), будущий фатимидский халиф аль-Махди, предъявил претензии на причисление себя к имамам и аль-Махди. Его претензии были отвергнуты общинами Ирака и Бахрейна, которые придерживались первоначальной доктрины. Таким образом только эти так называемые общины карматов (кармити) сохранили первоначальную веру в серию из семи имамов, тогда как фатимидская ветвь исмаилизма продолжила линию седьмого имама. В 830 г. сабийя (карматы) напали на Мекку и забрали Чёрный камень. В X веке образовали агрессивное государство на территории современного Бахрейна. К концу XI века постепенно растворились в других шиитских сектах. Фактический лидер низаритской ветви исмаилизма, Ага-хан IV считается 49-м имамом.